# BitMEX
BitMEX — сервис обмена криптовалют и платформа для торговли деривативами. Он принадлежит и управляется компанией HDR Global Trading Limited, зарегистрированной на Сейшельских островах.

## История
BitMEX была основана в 2014 году Артуром Хейсом, Беном Дело и Сэмюэлем Ридом при финансовой поддержке семьи и друзей.
В 2016 году BitMEX представила бессрочные фьючерсы, которые стали её самым популярным продуктом.
В 2018 году Бен Дело стал первым британским миллиардером, заработавшем на биткойнах и самым молодым миллиардером, добившимся успеха самостоятельно.

## Суд над учредителями
В июле 2019 года американский экономист Нуриэль Рубини, критик криптовалют, предположил, что BitMEX занимается незаконной деятельностью, позволяя трейдерам брать на себя слишком большой риск и торгуя против клиентов. Двумя днями позже Bloomberg сообщил, что Комиссия по торговле товарными фьючерсами (CFTC) расследует деятельность BitMEX на предмет того, нет ли нарушений правил в том, что американцам разрешено торговать на этой платформе. Позднее на сайте BitMEX появилась оговорка о запрете использовать сервис для граждан США и ряда других стран, в том числе и Российской Федерации.
1 октября 2020 года всем трём учредителям компании были предъявлены обвинения в нарушении закона США о банковской тайне и заговоре с целью нарушения этого закона, так как обвиняемые не приняли меры по борьбе с отмыванием денег.
6 апреля 2021 года бывший генеральный директор BitMEX Артур Хейс сдался, чтобы предстать перед судом США по обвинению в нарушении Закона о банковской тайне. Он был освобожден под залог в размере 10 миллионов долларов в ожидании будущего судебного разбирательства в Нью-Йорке.
24 февраля 2022 года Дело и Хейс признали себя виновными в нарушении Закона о банковской тайне, умышленно отказавшись создать, внедрить и поддерживать программу по борьбе с отмыванием денег на BitMEX. Пара согласилась отдельно выплатить уголовный штраф в размере 10 миллионов долларов, представляющий собой материальную выгоду, полученную в результате преступления. 9 марта 2022 года Рид признал себя виновным в нарушении Закона о банковской тайне и согласился выплатить уголовный штраф в размере 10 миллионов долларов. Риду также грозит пять лет тюрьмы.
20 мая 2022 года Хейс был приговорен к двум годам условно с домашним заключением на шесть месяцев. 15 июня 2022 года Дело был приговорен к 30 месяцам условно и как гражданин Великобритании уехал в Гонконг, чтобы отбыть испытательный срок.